# 두원 (기업)
주식회사 두원(株式會社 斗源) 또는 두원그룹(영어: DOOWON Group)은 대한민국의 기업집단으로, 본사는 충청남도 아산시 음봉면로 90에 있다.
창업주는 14대 국회의원 출신 고 김찬두 회장이며 자동차 부품을 제조한다.

## 역사
- 1974년 한국디젤기기로 출발[3]
- 1983년 3월 11일: 회사 설립

## 계열사

### 자회사
- 두원공조
  - 세일정밀기계
- 두원전자
- 두원중공업

### 두원학원
- 두원공과대학교
- 두원공업고등학교

## 같이 보기
- 김찬두